# 高野インターチェンジ
高野インターチェンジ（たかのインターチェンジ）は、広島県庄原市にある松江自動車道のインターチェンジ。奥出雲町の最寄りインターチェンジのひとつである。

## 歴史
- 2013年3月30日：三次東JCT/IC - 吉田掛合IC間開通

## 道路
- E54 松江自動車道（3番）

## 周辺
- 道の駅たかの（当ICから約100m）
- 庄原市役所高野支所（当ICから約3km）

## 接続する道路
- 広島県道39号三次高野線

## 隣
E54 松江自動車道
(2) 口和IC - (3) 高野IC/道の駅たかの - 大万木トンネル - (4) 雲南吉田IC/道の駅たたらば壱番地